# Förstakammarvalet i Sverige 1949
Förstakammarvalet i Sverige 1949 var ett val i Sverige till Sveriges riksdags första kammare. Valet hölls i den femte valkretsgruppen i september månad 1949 för mandatperioden 1950-1957.
Tre valkretsar utgjorde den femte valkretsgruppen: Jönköpings läns valkrets, Göteborgs och Bohus läns valkrets och Värmlands läns valkrets. Ledamöterna utsågs av valmän från det landsting som valkretsarna motsvarade. 
Ordinarie val till den femte valkretsgruppen hade senast ägt rum 1941.

## Valmän
| Landsting          | H    | LB   | F    | S    | SKP | Totalt |
| ------------------ | ---- | ---- | ---- | ---- | --- | ------ |
| Landsting          |      |      |      |      |     | Totalt |
| Jönköping          | 6    | 13   | 14   | 21   | 0   | 54     |
| Göteborg och Bohus | 7    | 7    | 12   | 17   | 1   | 44     |
| Värmland           | 6    | 9    | 10   | 28   | 7   | 60     |
| Totalt             | 19   | 29   | 36   | 66   | 8   | 158    |
| %                  | 12,0 | 18,3 | 22,8 | 41,8 | 5,1 | 100,0  |

## Mandatfördelning
Den nya mandatfördelningen som gällde vid riksdagen 1950 innebar att Socialdemokraterna behöll egen majoritet. 
| Parti  | Parti                            | FK 1949 | 5:e valkretsgruppen | 5:e valkretsgruppen | 5:e valkretsgruppen | FK 1950 |
| Parti  | Parti                            | FK 1949 | Innan               | Efter               | Ändring             | FK 1950 |
| ------ | -------------------------------- | ------- | ------------------- | ------------------- | ------------------- | ------- |
|        | Socialdemokraterna               | 84      | 10                  | 7                   | ▼3                  | 81      |
|        | Högerns riksorganisation         | 24      | 3                   | 2                   | ▼1                  | 23      |
|        | Landsbygdspartiet Bondeförbundet | 21      | 2                   | 4                   | ▲2                  | 23      |
|        | Folkpartiet                      | 18      | 2                   | 4                   | ▲2                  | 20      |
|        | Sveriges kommunistiska parti     | 3       | 0                   | 0                   | ▬                   | 3       |
| Totalt | Totalt                           | 150     | 17                  | 17                  | ▬                   | 150     |

## Invalda riksdagsledamöter
Jönköpings läns valkrets:
- Gustav Andersson, bf
- Torsten Bengtson, bf
- Åke Holmbäck, fp
- Hjalmar Weiland, fp
- Gustaf Heüman, s
- John Sandberg, s

Göteborgs och Bohus läns valkrets:
- Erik Arrhén, h
- Herbert Hermansson, bf
- Gunnar Spetz, fp
- Karl Andersson, s
- Gustaf Karlsson, s

Värmlands läns valkrets:
- Leif Cassel, h
- Oscar Werner, bf
- Gerard De Geer, fp
- Albert Ramberg, s
- Östen Undén, s
- Allan Vougt, s